# Klaudia Wojtunik
Klaudia Wojtunik (* 15. Mai 1999) ist eine polnische Leichtathletin, die sich auf den 100-Meter-Hürdenlauf spezialisiert hat.

## Sportliche Laufbahn
Erste internationale Erfahrungen sammelte Klaudia Wojtunik beim Europäischen Olympischen Jugendfestival (EYOF) 2015 in Tiflis, bei dem sie mit 14,31 s in der ersten Runde über 100 m Hürden ausschied. 2017 gelangte sie bei den U20-Europameisterschaften in Grosseto bis ins Semifinale und schied dort mit 14,13 s aus. Auch bei den U20-Weltmeisterschaften in Tampere im Jahr darauf schied sie mit 13,54 s im Halbfinale aus. 2019 belegte sie bei den U23-Europameisterschaften in Gävle in 13,49 s den siebten Platz. Bei den World Athletics Relays 2021 im heimischen Chorzów wurde sie in 56,68 s Zweite in der Hürden-Pendelstaffel hinter dem Team aus Deutschland und stellte damit eine neue nationale Bestleistung auf. Im Juli gewann sie dann bei den U23-Europameisterschaften in Tallinn mit neuer Bestleistung von 12,97 s die Bronzemedaille hinter ihrer Landsfrau Pia Skrzyszowska und Cyréna Samba-Mayela aus Frankreich. 2022 startete sie über 60 m Hürden bei den Hallenweltmeisterschaften in Belgrad und schied dort mit 8,21 s in der ersten Runde aus. Im August schied sie bei den Europameisterschaften in München mit 13,03 s im Halbfinale über 100 m Hürden aus und im Jahr darauf schied sie bei den World University Games in Chengdu mit 13,19 s ebenfalls im Semifinale aus. 2024 wurde sie bei den Europameisterschaften in Rom in der ersten Runde wegen eines Fehlstarts disqualifiziert. Nach einem Protest erreichte sie durch einen Hoffnungslauf das Halbfinale und schied dort mit 12,84 s aus.

## Persönliche Bestzeiten
- 100 m Hürden: 12,84 s (+0,1 m/s), 8. Juni 2024 in Rom
  - 60 m Hürden (Halle): 8,07 s, 5. März 2022 in Toruń